# 카림 바게리
카림 바게리(페르시아어: کريم باقری, Karim Bagheri, 1974년 2월 20일 ~ )는 이란의 은퇴한 축구 선수로서, 포지션은 공격형 미드필더였다. 현재 페르세폴리스에서 감독 대행으로 활동하고 있다.

## 경력
- 1996년 AFC 아시안컵 국가대표
- 1998년 FIFA 월드컵 국가대표
- 1998년 아시안 게임 국가대표
- 2000년 AFC 아시안컵 국가대표

## 수상
이란
- 1996년 AFC 아시안컵 3위
- 1998년 아시안 게임 금메달